# 태양 없이
《태양 없이》(프랑스어: Sans soleil)는 프랑스에서 제작된 크리스 마르케르 감독의 1983년 다큐멘터리 영화이다. 플로랑스 들레가 해설을 맡았다. 이 영화의 제목은 영화에 잠시 나오는 모데스트 무소륵스키의 연작 가곡 《Без солнца》(태양 없이)에서 비롯된 것이다.

## 해설
- 플로랑스 들레 - 프랑스어판
- 이케다 리요코 - 일본어판
- 샤를로테 케어 - 독일어판
- 알렉산드라 스튜어트 - 영어판